# Zarhipis tiemanni
Zarhipis tiemanni là một loài bọ cánh cứng trong họ Phengodidae. Loài này được Linsdale miêu tả khoa học năm 1964.